# 規則功利主義
規則功利主義是功利主義的一支，其學說認為，若每個人都永遠遵守同一套道德規範，就能產生最大快樂值。常見的應用可見於交通規則，不能像情境功利主義那樣，視哪種方法能取得最大快樂值而決定該往左開還是往右開，而是根據既定的規範。若大家都能遵守交通規則，那麼交通就能安全便利（最大快樂值）。
但需要注意这个规则制定时的合理性。也有批评学者认为实际是变化的，这种规则若不能紧跟变化会最终走向不合理。(例如汽車佔用機車停等區)

## 介绍
该理论认为，不仅必须根据最大功利原则来决定我们所采取的行为，而且在任何情况下，都必须遵循一定的行为规则，才能实现功利最大化。即使在某些特殊的情况下，遵循普遍规则(例如“说真话”)会导致相对不好的结果，这一规则也是应当遵循的，因为这样做维护了道德规则，最终会给社会带来更大的好处。如果允许在某些特殊情况下背离道德规则，就会导致人们在对自己不利的情况下背离原则，进而导致社会道德的破坏。